# Svenska mästerskapen i fälttävlan 1966
Svenska mästerskapen i fälttävlan 1966 avgjordes i Skövde. Tävlingen var den 16:e upplagan av Svenska mästerskapen i fälttävlan.

## Resultat
| Placering | Ryttare           | Häst     |
| --------- | ----------------- | -------- |
| 1         | Göte Bylund       | L'Argent |
| 2         | Sture Karlsson    | Cora     |
| 3         | Ragnar Gustafsson | Piga     |